# Elazığ (Provinz)
Elazığ (kurdisch Elazîz) ist eine Provinz (İl) im Osten der Türkei. Östlich davon liegt Bingöl, im Norden Tunceli (kurdisch Dersim), im Westen Malatya und im Süden Diyarbakır. Die Provinz wurde nach der Hauptstadt Elazığ benannt.

## Geographie
Elazığ liegt auf einer Höhe von 1060 Metern. 826 km² der Provinz sind Wasserflächen, da in Elazığ viele Stauseen liegen. Die größten Stauseen sind der Keban- und der Karakaya-Stausee am Flusslauf des Euphrats, der Kralkızı-Stausee am Flusslauf des Tigris und der Özlüce-Stausee am Flusslauf des Peri. Es gibt auch natürliche Seen wie den Hazar-See mit 86 km².

### Verwaltungsgliederung
Einige Orte/Kreise der Provinz haben kurdische Namen:
- Alacakaya – Guleman
- Karakoçan – Depe (Zazaisch: Qeze)
- Kovancılar – Macîran
- Palu – Palo
- Sivrice – Xox

Die Provinz Elazığ gliedert sich in elf Landkreise:
| Kreis- code 1     | Landkreis (İlçe)  | Fläche 2 (km²) | Bevölkerung (2020) 3 | Bevölkerung (2020) 3       | Anzahl der Einheiten   | Anzahl der Einheiten  | Anzahl der Einheiten | Bevölke- rungs- dichte (Ew./km²) | städt. Anteil (in %) | Sex Ratio 4 | Grün- dungs- datum 5, 6 |
| Kreis- code 1     | Landkreis (İlçe)  | Fläche 2 (km²) | Landkreis (İlçe)     | Verwal- tungssitz (Merkez) | Gemein- den (Belediye) | Stadt- viertel (Mah.) | Dörfer (Köy)         | Bevölke- rungs- dichte (Ew./km²) | städt. Anteil (in %) | Sex Ratio 4 | Grün- dungs- datum 5, 6 |
| ----------------- | ----------------- | -------------- | -------------------- | -------------------------- | ---------------------- | --------------------- | -------------------- | -------------------------------- | -------------------- | ----------- | ----------------------- |
| 1110              | Ağın              | 242            | 2.556                | 1.580                      | 1                      | 4                     | 16                   | 10,6                             | 61,82                | 1024        | 1954                    |
| 1873              | Alacakaya         | 318            | 6.076                | 2.500                      | 1                      | 6                     | 10                   | 19,1                             | 41,15                | 919         | 1990                    |
| 1762              | Arıcak            | 354            | 14.302               | 3.362                      | 4                      | 23                    | 10                   | 40,4                             | 73,35                | 948         | 1987                    |
| 1173              | Baskil            | 1.318          | 12.508               | 4.482                      | 1                      | 6                     | 60                   | 9,5                              | 35,83                | 989         | 1926                    |
| 1438              | Karakoçan         | 1.049          | 28.434               | 14.625                     | 2                      | 9                     | 88                   | 27,1                             | 58,82                | 1000        | 1936                    |
| 1455              | Keban             | 641            | 6.546                | 4.216                      | 1                      | 4                     | 30                   | 10,2                             | 64,41                | 1033        |                         |
| 1820              | Kovancılar        | 960            | 39.793               | 25.134                     | 1                      | 13                    | 76                   | 41,4                             | 63,16                | 1008        | 1987                    |
| 1506              | Maden             | 819            | 10.329               | 3.980                      | 1                      | 2                     | 38                   | 12,6                             | 38,53                | 973         |                         |
| 1298              | Merkez Elâzığ     | 2.243          | 440.513              | 381.995                    | 5                      | 64                    | 135                  | 196,4                            | 92,79                | 1027        |                         |
| 1566              | Palu              | 730            | 18.754               | 9.509                      | 2                      | 14                    | 37                   | 25,7                             | 60,22                | 953         |                         |
| 1631              | Sivrice           | 710            | 8.149                | 3.837                      | 1                      | 7                     | 50                   | 11,5                             | 47,09                | 1021        | 1936                    |
| PROVINZ 23 Elazığ | PROVINZ 23 Elazığ | 9.383          | 587.960              |                            | 20                     | 152                   | 550                  | 62,7                             | 83,85                | 1017        |                         |

## Bevölkerung
Die Bevölkerung besteht überwiegend aus Türken und Kurden. Die Aleviten bilden eine religiöse Minderheit. Zwischen Sunniten und Aleviten kam es in den 1970er-Jahren zu gewaltsamen Auseinandersetzungen im Fastenmonat Ramadan. Bei diesen Auseinandersetzungen kamen mehr als 1000 Menschen ums Leben. Viele in Elazığ lebende Aleviten stammen teils aus der Nachbarprovinz Tunceli.
Bis zum Ersten Weltkrieg gab es zahlreiche armenische Dörfer und Gemeinden in der Provinz, weshalb sie zu den Sechs armenischen Vilâyets (Vilâyat-ı Sitte) gezählt wurde.

### Ergebnisse der Bevölkerungsfortschreibung
Nachfolgende Tabelle zeigt die jährliche Bevölkerungsentwicklung am Jahresende nach der Fortschreibung durch das 2007 eingeführte adressierbare Einwohnerregister (ADNKS). Zusätzlich sind die Bevölkerungswachstumsrate und das Geschlechterverhältnis (sex ratio, also Anzahl der Frauen pro 1000 Männer) aufgeführt. Der Zensus von 2011 ermittelte 559.063 Einwohner, das sind über 10.000 Einwohner weniger als zum Zensus 2000.

| Jahr | Bevölkerung am Jahresende | Bevölkerung am Jahresende | Bevölkerung am Jahresende | Wachstums- rate der Be- völkerung (in %) | Geschlechter verhältnis (Frauen auf 1000 Männer) | Rang (unter den 81 Provinzen) |
| Jahr | gesamt                    | männlich                  | weiblich                  | Wachstums- rate der Be- völkerung (in %) | Geschlechter verhältnis (Frauen auf 1000 Männer) | Rang (unter den 81 Provinzen) |
| ---- | ------------------------- | ------------------------- | ------------------------- | ---------------------------------------- | ------------------------------------------------ | ----------------------------- |
| 2020 | 587.960                   | 291.461                   | 296.499                   | −0,53                                    | 1017                                             | 37                            |
| 2019 | 591.098                   | 293.415                   | 297.683                   | −0,76                                    | 1015                                             | 37                            |
| 2018 | 595.638                   | 296.641                   | 298.997                   | 2,05                                     | 1008                                             | 37                            |
| 2017 | 583.671                   | 290.692                   | 292.979                   | 0,84                                     | 1008                                             | 37                            |
| 2016 | 578.789                   | 287.991                   | 290.798                   | 0,78                                     | 1010                                             | 36                            |
| 2015 | 574.304                   | 285.511                   | 288.793                   | 0,98                                     | 1011                                             | 36                            |
| 2014 | 568.753                   | 281.583                   | 287.170                   | 0,09                                     | 1020                                             | 37                            |
| 2013 | 568.239                   | 282.049                   | 286.190                   | 0,98                                     | 1015                                             | 37                            |
| 2012 | 562.703                   | 279.599                   | 283.104                   | 0,74                                     | 1013                                             | 37                            |
| 2011 | 558.556                   | 277.151                   | 281.405                   | 1,07                                     | 1015                                             | 37                            |
| 2010 | 552.646                   | 272.500                   | 280.146                   | 0,36                                     | 1028                                             | 37                            |
| 2009 | 550.667                   | 273.212                   | 277.455                   | 0,57                                     | 1016                                             | 37                            |
| 2008 | 547.562                   | 271.330                   | 276.232                   | 1,16                                     | 1018                                             | 37                            |
| 2007 | 541.258                   | 266.284                   | 274.974                   | −                                        | 1033                                             | 38                            |
| 2000 | 569.616                   | 364.274                   | 205.342                   |                                          | 564                                              | 39                            |

### Volkszählungsergebnisse
Nachfolgende Tabellen geben den bei den 14 Volkszählungen dokumentierten Einwohnerstand der Provinz Elazığ wieder. Die Werte der linken Tabelle sind E-Books (der Originaldokumente) entnommen, die Werte der rechten Tabelle entstammen der Datenabfrage des Türkischen Statistikinstituts – abrufbar über diese Webseite:
| Jahr | Bevölkerung | Bevölkerung | Rang |
| Jahr | Provinz     | Türkei      | Rang |
| ---- | ----------- | ----------- | ---- |
| 1927 | 213.777     | 13.648.270  | 25   |
| 1935 | 256.189     | 16.158.018  | 30   |
| 1940 | 190.366     | 17.820.950  | 45   |
| 1945 | 198.081     | 18.790.174  | 44   |
| 1950 | 213.330     | 20.947.188  | 45   |
| 1955 | 242.914     | 24.064.763  | 44   |
| 1960 | 278.332     | 27.754.820  | 42   |

| Jahr | Bevölkerung | Bevölkerung | Rang |
| Jahr | Provinz     | Türkei      | Rang |
| ---- | ----------- | ----------- | ---- |
| 1965 | 322.727     | 31.391.421  | 42   |
| 1970 | 376.915     | 35.605.176  | 40   |
| 1975 | 417.924     | 40.347.719  | 40   |
| 1980 | 440.808     | 44.736.957  | 42   |
| 1985 | 483.715     | 50.664.458  | 42   |
| 1990 | 498.225     | 56.473.035  | 41   |
| 2000 | 569.616     | 67.803.927  | 39   |

Anzahl der Provinzen bezogen auf die Censusjahre:
- 1927, 1940 bis 1950: 63 Provinzen
- 1935: 57 Provinzen
- 1955: 67 Provinzen
- 1960 bis 1985: 73 Provinzen
- 1990: 73 Provinzen
- 2000: 81 Provinzen

## Geschichte
Die Stadt Elazığ ist verhältnismäßig jung und steht somit im Gegensatz zur langen Geschichte der Region. Spuren von Besiedlung sind um die 5000 Jahre alt.
Die Hethiter nannten diese Region Išuwa. Zwischen dem 12. und 7. Jahrhundert v. Chr. gehörte Elazığ zu Urartu. Aus dieser Zeit stammen einige Siedlungen und Bergfestungen wie etwa die Festungen von Palu und von Harput. Danach fiel Elazığ an die Meder, die Perser, die Römer, die Byzantiner und die Araber.
Nach dem Eindringen von türkischen Völkern gelangte die Region 1085 unter die türkische Dynastie der Çubukoğulları. 1234 fiel Elazığ an die Seldschuken. 1243 eroberte die mongolische Ilchane-Dynastie aus dem Iran Elazığ. 1363 herrschten die Dulkadir, 1465 die turkmenischen Aq Qoyunlu und ab 1516 die Osmanen. 1834 wurde das Zentrum der Provinz von der Stadt Harput nach Elazığ-Stadt verlagert. Ab 1864 wurde es Zentrum des neuen Vilâyets Mamuretül-Aziz. Beim Völkermord an den Armeniern 1915 wurde die armenische Bevölkerung der Provinz fast vollständig deportiert, es kam zum Massaker von Mamuretül-Aziz bei Harput. Seit 1921 ist Elazığ eine eigenständige Provinz. Bis 1937 hießen die Stadt und die Provinz Mamuret el-Azîz (Stadt, die von Aziz errichtet wurde), da die neue Stadt unter dem osmanischen Sultan Abdul-Aziz errichtet wurde.

## Bildung
Die Fırat Üniversitesi besteht seit 1975.

## Persönlichkeiten
- Namık Kemal Yolga (1914–2001), Diplomat
- Mehmet Ağar (* 1951), Politiker
- Mehmet Aydın (* 1943), Philosoph, Politiker und Staatsminister
- Selahattin Demirtaş (* 1973), Jurist und Politiker
- Yusuf Harputlu (* 1981), Sänger
- Dursun Karataş (1952–2008), Politiker
- Gültan Kışanak (* 1961), kurdische Politikerin
- Necati Şaşmaz (* 1971), Schauspieler
- Nerses IV. Schnorhali (1102–1173), Kirchenführer
- Aysel Tuğluk (* 1965), Juristin und Politikerin
- Bekir İrtegün (* 1984), Fußballer
- Gazapizm (* 1988), Rapper

## Sonstiges
Harput ist die älteste Stadt in der Region. Als Festung gegründet, ist die Bedeutung der Stadt in den letzten Jahrzehnten gesunken. Der Ursprung des Namens ist nicht ganz klar. Strabon bezeichnete die Gegend als Karkathiokerta. Die Perser kannten dieses Gebiet als Ziata Castellum. Auf Arabisch wurde es Hısnıziyad genannt, da Hisn Festung bedeutet. In assyrischen Quellen hieß Harput Karpata. Die Byzantiner nannten es Kharpote und die Franken Quartapiert. Der Gelehrte und Reisende Evliya Çelebi nannte es Hasan Ziyad ülkesi („Das Land von Hasan Ziyad“). In den osmanischen Dokumenten gab es die Namen Hartabird, Harpurt oder Harpurd.